# Jacob Grimm
Jacob Ludwig Carl Grimm (4. ledna 1785 Hanau – 20. září 1863 Berlín) byl německý právník, který proslul jako jazykovědec, lexikograf, spoluzakladatel germanistiky jako vědního oboru a sběratel lidových pohádek (spolu s bratrem Wilhelmem Grimmem).
Roku 1802 se zapsal na univerzitu v Marburgu, kde studoval právo, jak si přál jeho předčasně zesnulý otec. Rok nato se k němu připojil i jeho bratr Wilhelm, který se vyléčil z těžké nemoci. Také on studoval v Marburgu právo.
V roce 1822 formuloval první hláskoslovný zákon pro germánské jazyky, který je dodnes znám jako „Grimmův zákon“.
Je autorem významného díla Deutsche Mythologie (česky Německá mytologie).

## Fotogalerie

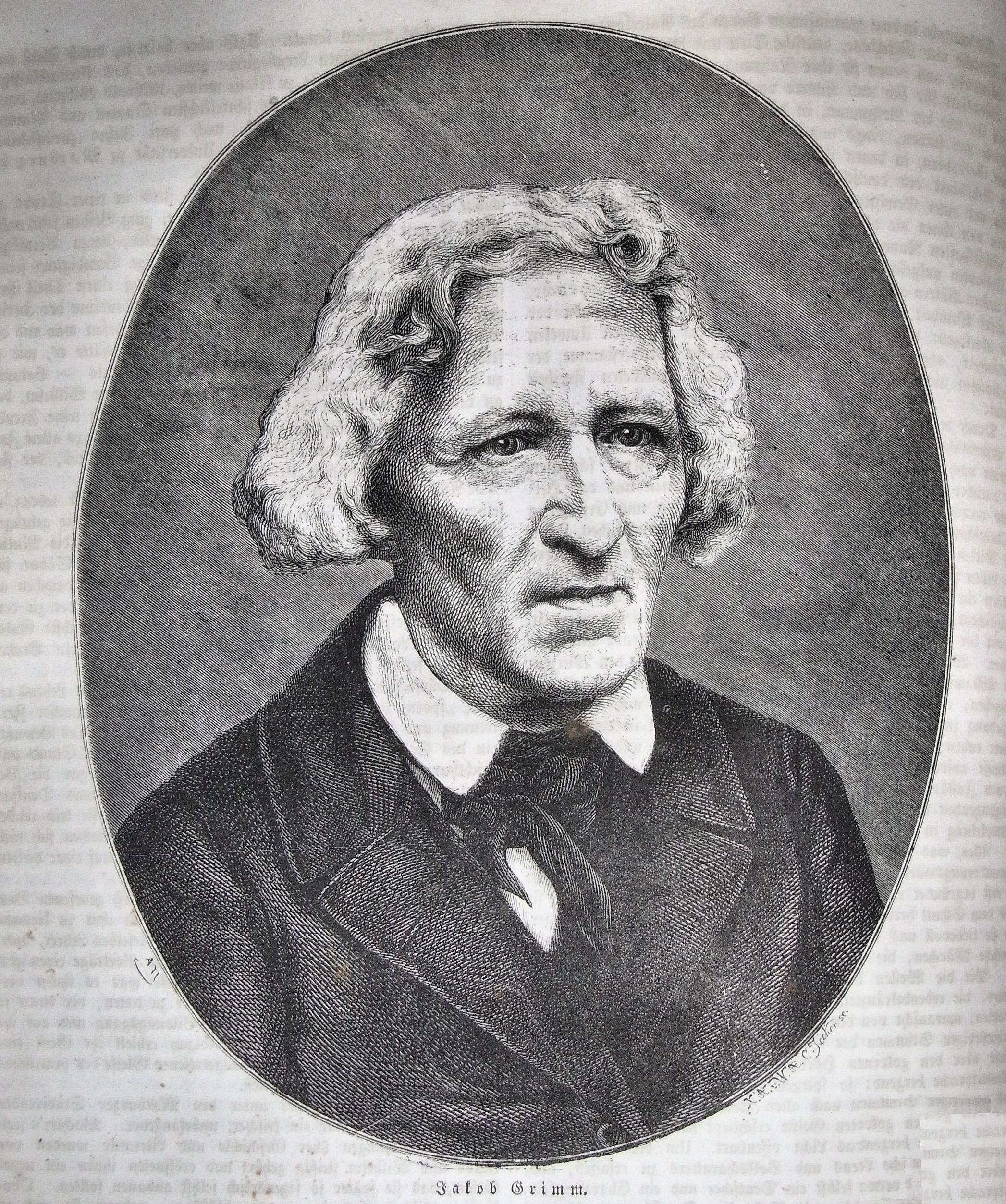
Jacob Grimm
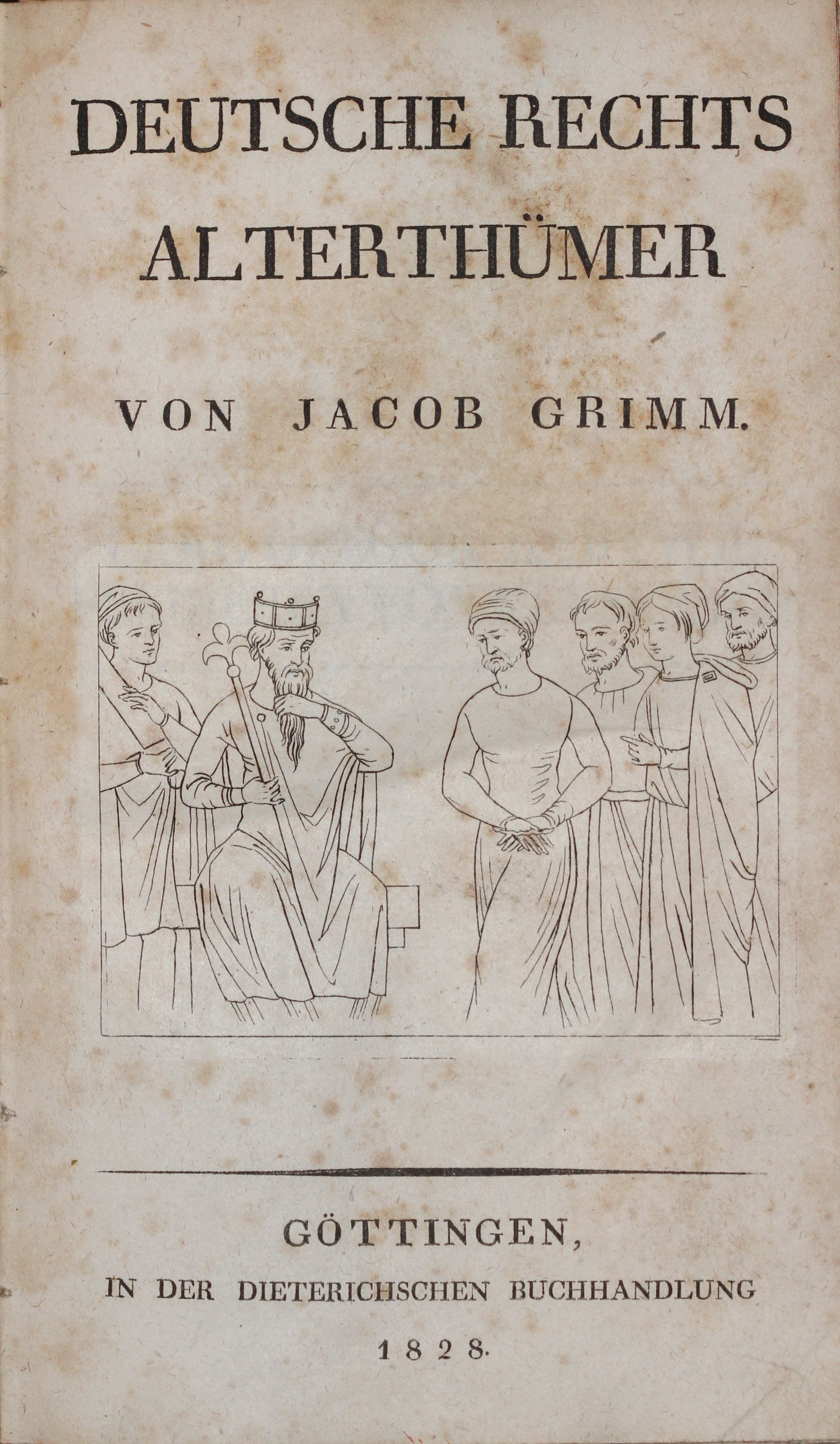
Dílo 'Deutsche Rechtsalterthümer. (1828)'
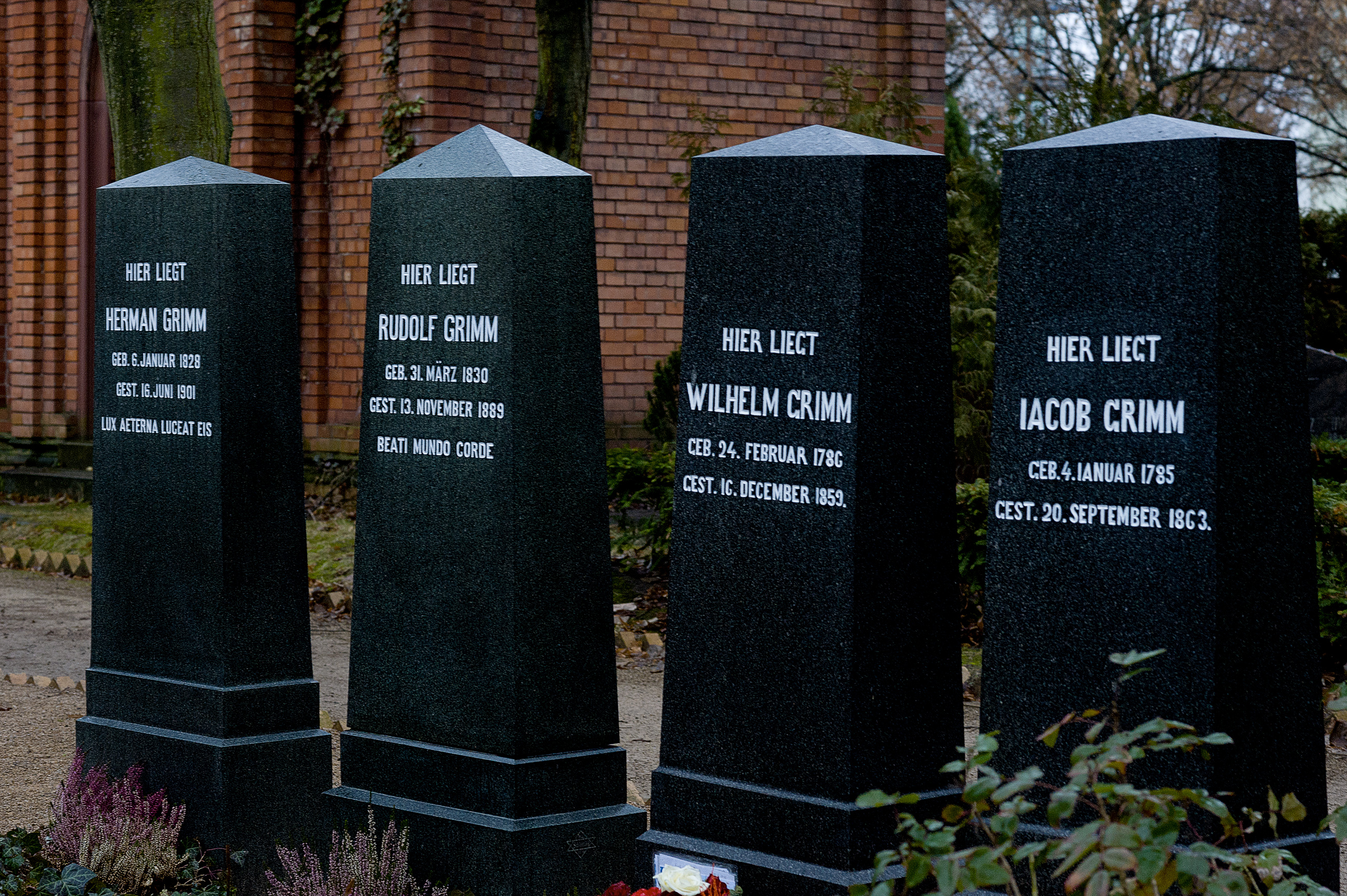
Hrob rodiny Grimmových v Berlíně (Alter St.-Matthäus-Kirchhof)